# Neotrichia collata
Neotrichia collata is een schietmot uit de familie Hydroptilidae. De soort komt voor in het Nearctisch gebied.
De wetenschappelijke naam van de soort is voor het eerst geldig gepubliceerd in 1905 door Kenneth J. Morton. Hij beschreef deze soort als eerste in het nieuwe geslacht Neotrichia.